# Montmaneu
Montmaneu è un comune spagnolo di 178 abitanti situato nella comunità autonoma della Catalogna.